# Pjotr Nikiforowitsch Iwaschew

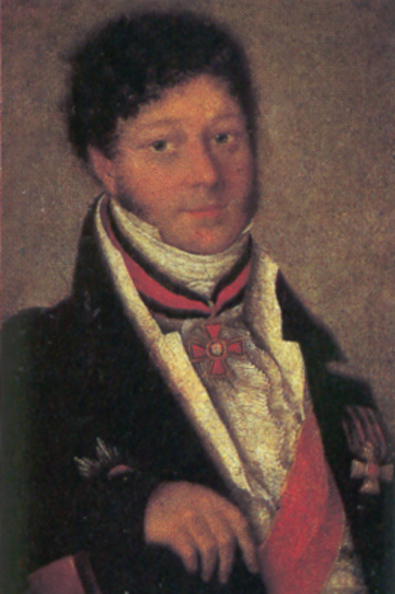
Pjotr Nikiforowitsch Iwaschew

Pjotr Nikiforowitsch Iwaschew (russisch Пётр Никифорович Ивашев; wissenschaftliche Transliteration Pëtr Nikiforovič Ivašev, * 2.jul. / 13. September 1767greg.; † 9.jul. / 21. November 1838greg. in Undory bei Simbirsk) war ein russischer Feldherr, Militär-Ingenieur, Teilnehmer des Russisch-Türkischen Krieges 1787–1792, des Vaterländischen Krieges im Jahre 1812 und Teilnehmer einer Auslandsreise von 1813 bis 1814.

## Werdegang
Anfang 1795 erhielt Pjotr Iwaschew den Rang eines Obersten. Er diente den Feldherren Alexander Suworow und Michail Kutusow. Suworow respektierte Iwaschew. Er war nicht nur Adjutant von ihm, sondern auch sein guter Freund. Er sprach Französisch und Deutsch.
Im März 1798 wurde er zum Generalmajor befördert. Im November 1798 wurde Iwaschew in den Ruhestand versetzt, weil er Verwundungen beim Sturmangriff auf Ismajil und Praga erhalten hatte. Im Juli 1811 kehrte er zum Dienst zurück. Von August bis November 1811 wurden unter der Führung von Iwaschew 118 Meilen Straßen gebaut, 924 Meilen repariert und 180 Brücken gebaut. Im Jahre 1817 trat Iwaschew in den Ruhestand.
Iwaschew soll Mitglied der Leipziger Ökonomischen Societät gewesen sein. Er gilt als Gründer von Undory-Hydrotherapie und  ist einer der Initiatoren der Eröffnung der öffentlichen Stadtbibliothek Karamsins in Simbirsk.
Sein Sohn Wassili Iwaschew war Dekabrist.